# Iwan Wassiljewitsch Kotschergin
Iwan Wassiljewitsch Kotschergin (russisch Иван Васильевич Кочергин; * 29. Dezember 1935 in Kamensk-Schachtinski, Oblast Rostow, Südrussland; † 30. Mai 2015) war ein sowjetisch-russischer Ringer. Er war Bronzemedaillengewinner bei den Olympischen Spielen 1968 in Mexiko-Stadt.

## Werdegang
Iwan Kotschergin begann als Jugendlicher mit dem Ringen und wurde Mitte der 1950er Jahre, als sich sein großes Talent für diese Sportart zeigte, zum Ringerzentrum nach Rostow am Don delegiert. Er entwickelte sich dort zu einem hervorragenden Ringer im griechisch-römischen Stil. 1960 wurde er erstmals sowjetischer Meister im Fliegengewicht vor Nail Garajew und Armais Sajadow. Er wurde daraufhin zu den Olympischen Spielen in Rom entsandt, konnte dort aber keine Medaille erringen. Er bestritt in Rom fünf Kämpfe, von denen er zwei gewann und zweimal unentschieden rang. Gegen den Iraner Mohammad Paziraye verlor Iwan und kam so auf den 5. Platz.
1961 wurde er 1. Sieger in der sowjetischen Gewerkschafts-Spartakiade im Fliegengewicht, wurde aber in den nächsten Jahren zunächst nicht mehr bei internationalen Meisterschaften eingesetzt.
In den Jahren 1960 und 1961 war er bei vier Länderkämpfen gegen die Bundesrepublik Deutschland dabei und gewann dabei gegen Fritz Stange aus Untertürkheim, Paul Neff aus Schifferstadt und Rolf Lacour aus Köllerbach. Gegen Neff rang er außerdem einmal unentschieden.
1968 wurde er nach langer Pause überraschenderweise wieder sowjetischer Meister im Fliegengewicht und bei der Europameisterschaft in Västerås eingesetzt. Dort stellte er sich in ausgezeichneter Form vor, gewann fünf Kämpfe und rang gegen Petar Kirow aus Bulgarien unentschieden, was zum Titelgewinn reichte.
Bei den Olympischen Spielen des gleichen Jahres in Mexiko-Stadt wurde Iwan nicht im Fliegen-, sondern im Bantamgewicht eingesetzt. In dieser Gewichtsklasse konnte er sich aber nicht durchsetzen. Er gewann zwar vier Kämpfe, rang einmal unentschieden, verlor aber gegen Ion Baciu aus Rumänien und János Varga aus Ungarn und gewann damit immerhin die Bronzemedaille.
1969 gewann Iwan noch bei der Spartakiade der befreundeten Streitkräfte der Warschauer-Pakt-Staaten. 1971 vertrat er die Sowjetunion noch einmal bei der Weltmeisterschaft in Sofia im Fliegengewicht, gewann auch seine vier ersten Kämpfe überzeugend, schied dann aber in der 5. Runde wegen einer vorzeitigen Niederlage gegen Jan Michalik aus Polen aus und belegte den 5. Platz.

## Internationale Erfolge
(OS = Olympische Spiele, EM = Europameisterschaft, GR = griechisch-römischer Stil, Fl = Fliegengewicht, Ba = Bantamgewicht, damals bis 52 kg bzw. 57 kg Körpergewicht)
- 1960, 5. Platz, OS in Rom, GR, Fl, nach Siegen über Kazim Gedik, Türkei und Mohamed Osman El Sayed, Ägypten, Unentschieden gegen Dumitru Pârvulescu, Rumänien und John Richard Wilson, USA und einer Niederlage gegen Mohammad Paziraye, Iran;
- 1965, 2. Platz, „Iwan-Poddubny“-Turnier in Moskau, GR, Fl, hinter Wladimir Bakulin, UdSSR und vor Ichailchin, UdSSR;
- 1968, 1. Platz, EM in Västerås, GR, Fl, mit Siegen über Kjell Fernström, Schweden, Alex Bürger, Dänemark, Gheorghe Stoiciu, Rumänien, Jussi Vesterinen, Finnland und Jan Michalik, Polen und einem Unentschieden gegen Petar Kirow, Bulgarien;
- 1968, Bronzemedaille, OS in Mexiko-Stadt, GR, Ba, mit Siegen üb er Ibrahim El Sayed, Ägypten, Arthur Spaenhoven, Belgien, Karlo Covic, Jugoslawien, Fritz Stange, BRD, einem Unentschieden gegen Othon Moschidis, Griechenland und Niederlagen gegen Ion Baciu, Rumänien und János Varga, Ungarn
- 1971, 5. Platz, WM in Sofia, GR, Fl, mit Siegen über Fritz Huber, BRD, Bilal Tabur, Türkei, Mehdi Houriar, Iran und József Doncsecz, Ungarn und einer Niederlage gegen Jan Michalik, Polen